# Orange (aprendizaje automático)
Orange es un programa informático para realizar minería de datos y análisis predictivo desarrollado en la facultad de informática de la Universidad de Ljubljana. Consta de una serie de componentes desarrollados en C++ que implementan algoritmos de minería de datos, así como operaciones de preprocesamiento y representación gráfica de datos.
Los componentes de Orange pueden ser manipulados desde programas desarrollados en Python o a través de un entorno gráfico.
Se distribuye bajo licencia GPL.